# چاووش ۱۱
چاووش ۱۱، یازدهمین مجموعهٔ موسیقی از ۱۲ آلبوم چاووش است.
این مجموعه شامل تک‌نوازی سنتور توسط مجید کیانی است. این اثر در مهرماه ۱۳۶۰ منتشر شده‌است.

## منبع
- جلد اثر